# Brasil nos Jogos Paralímpicos de Verão de 1988
O Brasil participou dos Jogos Paraolímpicos de Verão de 1988, realizados em Seul, na Coreia do Sul.
A delegação brasileira contou com 59 atletas, das quais conquistaram 27 medalhas, 4 ouros, 9 pratas e 14 bronzes.